# Territori de Wyoming

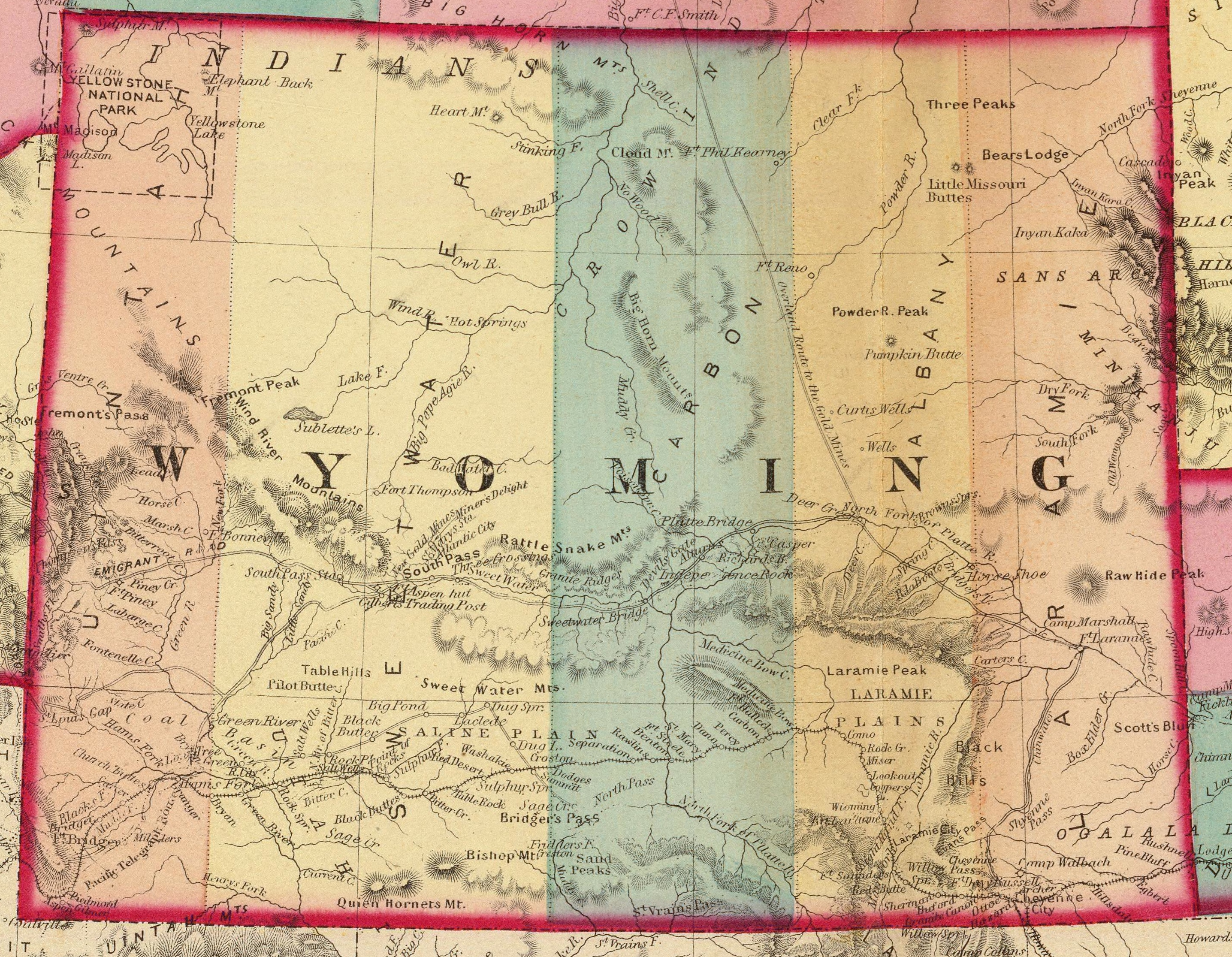
El Territori de Wyoming, amb els seus comtats delimitats.

El Territori de Wyoming va ser un territori organitzat incorporat als Estats Units que va existir del 25 de juliol de 1868 al 10 de juliol de 1890, quan va ser admès a la Unió com l'Estat de Wyoming. Els seus límits eren idèntics a l'estat actual de Wyoming, i Cheyenne n'era la capital.
Va ser creat per una Llei del Congrés, i en el moment de la seva formació va prendre terres dels Territoris de Dakota, Idaho i Utah. El 1872 tenia cinc comtats: Albany, Carbon, Laramie, Sweetwater i Uinta, cadascun d'ells un rectangle estret i allargat que comprenia aproximadament una cinquena part del territori.